# 사향가
사향가(思鄕歌)는 1920년대에 만들어진 가곡이다.

## 특징
이 노래는 일제시대 때 독립운동가들 사이에서 많이 불렸으며 원 제목은 "내 고향을 이별하고"이다. 전체적인 내용은 고향을 떠나 타향살이를 할 때에 어머니가 마중 나오시며 눈물을 흘리며 이를 추억하는 노래이다.

## 관현악편곡
2000년도에는 관현악 편곡본으로 조선국립교향악단 서울공연 연주 목록에 포함되어 있었으며 신나라레코드에서 발매한 조선민주주의인민공화국 관현악 모음집인 '임진강'에 바이올린 협주곡으로 수록이 되어 있다.

## 논란
조선민주주의인민공화국에서는 김일성이 노래를 만들었다고 주장하며 '불후의 고전적 명작'으로 격상시켜 선전하고 있다. 또한 북한의 한 잡지에는 김일성의 부인인 김정숙이 만들었다고 나오는데, 실제로는 대한제국 군악대 시위연대에서 플루트를 연주한 정사인의 작품으로 밝혀졌다. 이 노래의 제작자는 누구인지 아직까지도 논란이 있는 노래이다.